# Solenobia simplonica
Solenobia simplonica är en fjärilsart som beskrevs av Peter Hättenschwiler 1977. Solenobia simplonica ingår i släktet Solenobia och familjen säckspinnare. Inga underarter finns listade i Catalogue of Life.